# 熙子女王
熙子女王（？—950年5月24日，即卒於天曆四年五月五日（日本舊曆），朱雀天皇女御，別名王女御。她是保明親王（醍醐天皇皇太子）第一王女，母親是藤原時平之女藤原仁善子，同母兄皇太子慶賴王。
923年父親保明親王去世。承平七年（937年）二月（日本舊曆）進入叔父朱雀天皇後宮，女御宣下。延長元年（943年）十二月封為從四位下。天慶八年（945年）母親仁善子逝世。天慶九年（946年）朱雀天皇讓位予村上天皇。天曆四年（950年）五月五日產下獨生女昌子內親王，熙子女王晉為從三位，然而她也在當日逝世。（尚有一說指她是三月十五日去世。）
《玉葉和歌集》現存一首關於熙子女王的和歌。